# St. Nicolai (Coppenbrügge)

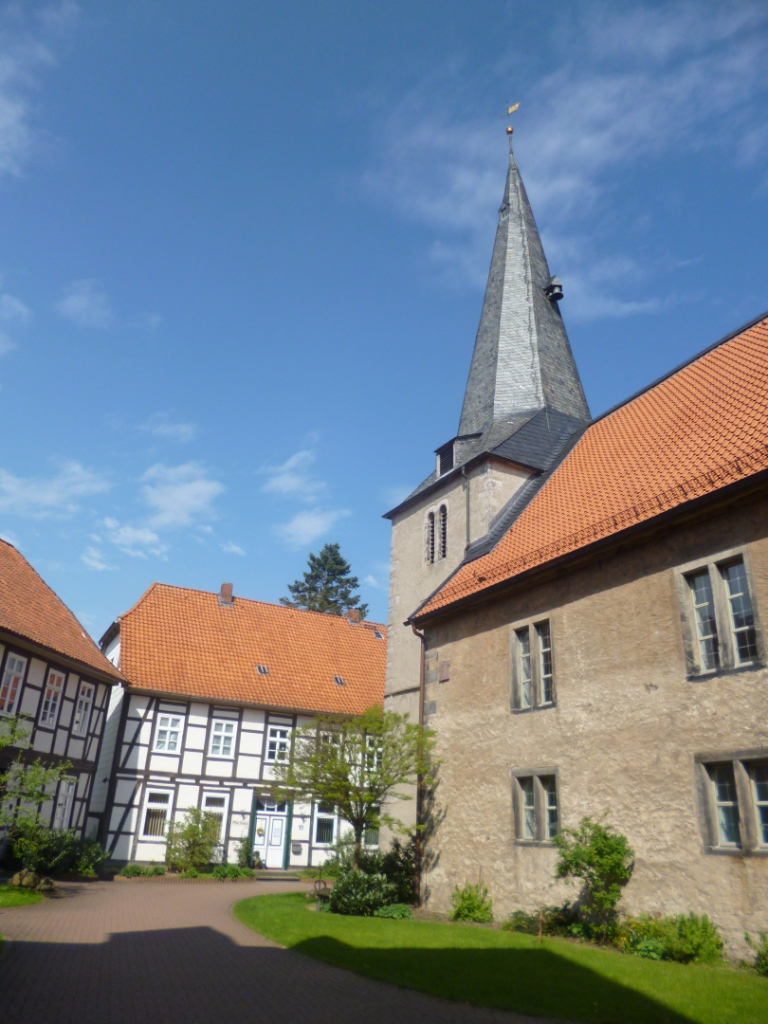
Kirche und Pfarrhaus

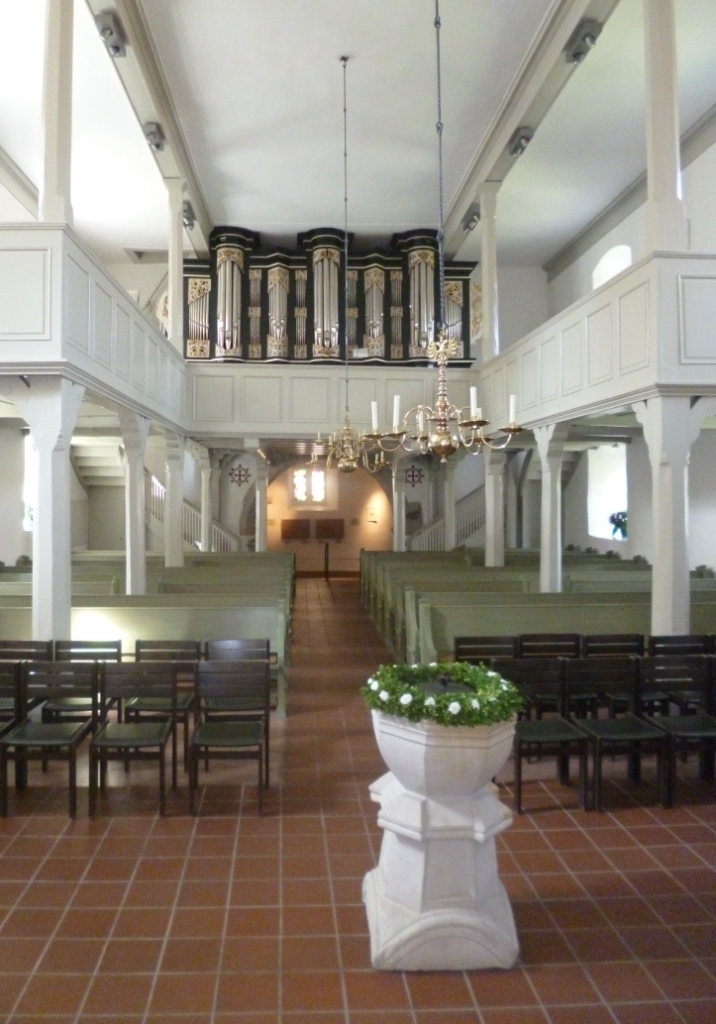
Kirchenschiff nach Westen

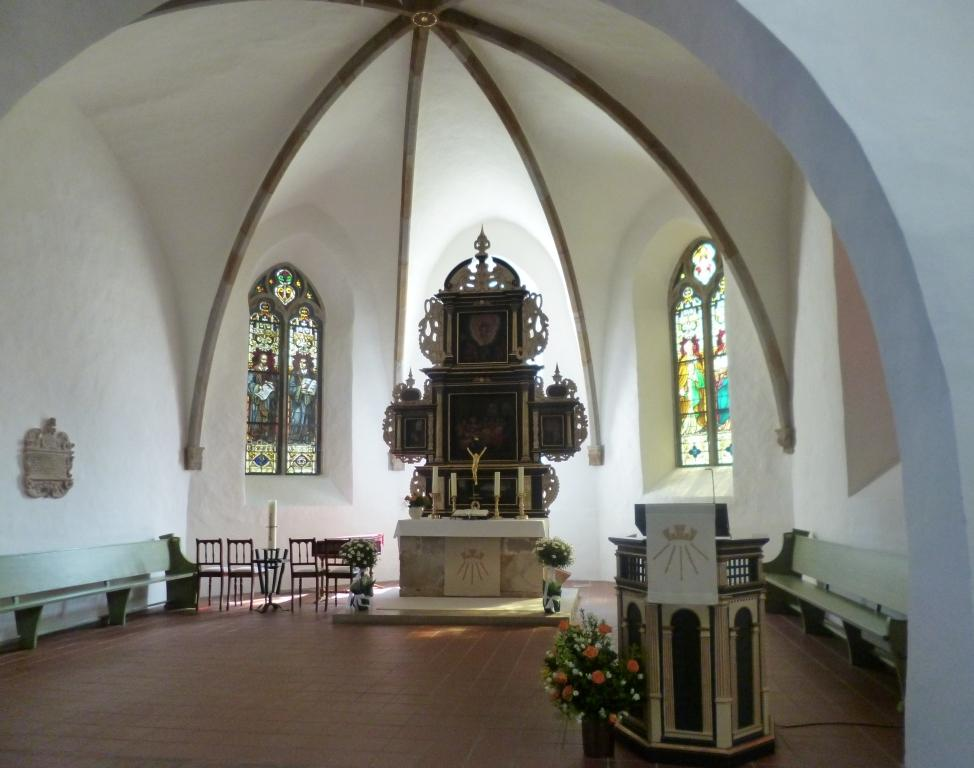
Chorraum mit Altar und Lesepult

Die St.-Nicolai-Kirche in Coppenbrügge ist eine evangelisch-lutherische Kirche. Sie gehört zum Amtsbereich Elze des Kirchenkreises Hildesheimer Land-Alfeld im Sprengel Hildesheim-Göttingen.

## Geschichte der Kirchengemeinde
Seit dem Mittelalter war die Nicolaikirche die Hauptkirche der Grafschaft Spiegelberg. Bis zur Einführung der Reformation in der Grafschaft (1540) gehörte sie zum Archidiakonat Oldendorf (Salzhemmendorf) des Bistums Hildesheim, später zur lutherischen Inspektion Oldendorf. Die Patronatsrechte hatten bis 1819 die Besitzer der Grafschaft Spiegelberg inne. Nach dem Verkauf der Grafschaft an das Königreich Hannover wurden sie durch den jeweiligen Landesherrn ausgeübt.
1821 wurde die Pfarre der Superintendentur der Inspektion Münder zugeteilt. 1867 kam sie wieder an Oldendorf. Durch Erlass vom 5. August 1913 wurde der Sitz der Inspektion Oldendorf nach Coppenbrügge verlegt. Erster und einziger Superintendent mit Sitz in Coppenbrügge war Christian Becker. Nach seinem Eintritt in den Ruhestand 1936 blieb die Superintendentenstelle vakant und wurde von Springe aus verwaltet. Ab 1951 war Hemmendorf Sitz der Superintendentur. Mit dem 1. März 1974 erfolgte die Aufhebung der Superintendentur und Verlegung des Kirchenkreisamts nach Elze. 
Zum 1. Januar 1999 wurden die in der Ortschaft Marienau wohnenden Kirchenmitglieder aus der St.-Nicolai-Kirchengemeinde Lauenstein in die St.-Nicolai-Kirchengemeinde Coppenbrügge umgegliedert.

## Kirchenbau
Die einschiffige verputzte Bruchsteinkirche mit querrechteckigem romanischem Westturm stammt in ihren ältesten Teilen aus dem 12. Jahrhundert. Der Turm wird durch einen verschieferten, achtseitig auslaufenden Helm bekrönt. Im Osten wird das Gebäude durch einen auf das Jahr 1565 datierten, durch den Hamelner Baumeister Cord Tönnig errichteten unregelmäßigen Fünf-Achtel-Chor mit Rippengewölbe abgeschlossen.
Der flachgedeckte Innenraum, 1670 erneuert, wird durch eine hölzerne Hufeisenempore gegliedert. Im Chor befinden sich vier farbige Fenster mit der Darstellung der Apostel Petrus und Paulus sowie der Reformatoren Luther und Melanchthon (1917).
Das zweigeschossige barocke Altarretabel stammt wohl aus dem Jahr 1685, die geschnitzte Kanzel von 1673. Zu den ältesten Kunstwerken gehört die Taufe aus der Mitte des 16. Jahrhunderts. Rechts neben dem Hauptportal befindet sich an der Ostwand des Schiffs ein steinernes Epitaph für den jung verstorbenen Grafen Simon zur Lippe († 1559).